# Nils Wijkmark
Nils Wijkmark, född den 30 augusti 1883 i Velinga församling, Skaraborgs län, död den 25 november 1970 i Stockholm, var en svensk sjömilitär. Han var son till Knut Wijkmark.
Wijkmark blev underlöjtnant vid flottan 1904 och löjtnant 1906. Han genomgick Sjökrigshögskolan 1909–1910 och 1911–1912, tjänstgjorde i Marinstaben 1910–1911 och 1912–1916, befordrades till kapten 1913 samt var repetitör 1912–1917 och lärare vid Sjökrigshögskolan 1919–1922. Wijkmark blev kommendörkapten av andra graden 1923, av första graden 1930 och kommendör 1933. Han var chef för Karlskrona örlogsvarv 1936–1943. Wijkmark befordrades till konteramiral 1938 och övergick som sådan till amiralitetets reserv 1943. Han invaldes som ledamot av Örlogsmannasällskapet 1921 (hedersledamot 1938) och av Krigsvetenskapsakademien 1939. Wijkmark blev riddare av Vasaorden 1923, av Svärdsorden 1925, kommendör av första klassen av Svärdsorden 1939 och av Vasaorden 1944. Han är begravd på Skogsö kyrkogård.